# Стршела
Стрше́ла (чеш. Střela) — река в Чехии, протекает по Карловарскому и Пльзеньскому краям.
Река Стршела является левым притоком Бероунки. Длина реки — 101,65 км. Площадь водосборного бассейна — 921,85 км². Среднегодовой расход воды в устье — 3,2 м³/с. Максимальный расход воды отмечен в марте-апреле, минимальный в июле-августе. Исток реки находится на высоте 674 м над уровнем моря в Славковом лесу. Крупнейшими населёнными пунктами, расположенными на реке являются Жлутице и Пласи. Около этих городов на реке построены плотины. Водохранилища, образованные этими плотинами, используются как источник водоснабжения населения. Крупнейшими притоками являются ручьи Манетинский, Велка Трасовка, Младотицкий и Казнейовский. В бассейне реки выпадает от 468 до 608 мм осадков.
Земли в бассейне реки Стршела используются в основном как сельскохозяйственные угодья. В верховьях и нижней части бассейна остались крупные не нарушенные деятельностью человека территории занятые хвойными и смешанными лесами. Максимальная антропогенная нагрузка отмечена в пределах водосбора Казнейовского ручья. Здесь находятся крупные месторождения каолина и промышленные предприятия. Деятельность этих объектов является важным источником загрязнения поверхностных вод.